# Kraftwerkskomplex Calaca
Der Kraftwerkskomplex Calaca befindet sich in der Stadtgemeinde Calaca, Provinz Batangas, Philippinen und liegt an der Balayan-Bucht. Er besteht aus zwei Kohlekraftwerken. Mit Stand August 2023 beträgt die installierte Leistung 900 MW.

## Kraftwerke

### Kraftwerk SEM-Calaca Power
Das Kraftwerk besteht gegenwärtig aus zwei Blöcken. Die folgende Tabelle gibt einen Überblick:
| Block | Max. Leistung (MW) | Betriebsbeginn | Turbine    | Generator  | Dampfkessel    |
| ----- | ------------------ | -------------- | ---------- | ---------- | -------------- |
| 1     | 300                | September 1984 | Toshiba    | Toshiba    | Foster Wheeler |
| 2     | 300                | Dezember 1995  | GEC-Alstom | GEC-Alstom | ABB-CE         |

Der Übertragungsnetzbetreiber gibt als installierte Leistung der beiden Blöcke jeweils 300 MW an, wobei die verfügbare Leistung (dependable) geringer ist; sie beträgt 240 MW beim Block 1 und 180 MW beim Block 2.
Das Kraftwerk nahm den Betrieb im September 1984 mit dem Block 1 auf. Die Turbine und der Generator des Blocks 1 wurden von Toshiba geliefert. Die Turbine des Blocks 2 leistet maximal 330 MW und der zugehörige Generator 355 MVA. Die Nennspannung der Generatoren beträgt 22 kV. In der Schaltanlage wird die Generatorspannung von 22 kV mittels Leistungstransformatoren auf 230 kV hochgespannt.
Im Jahr 2013 wurden insgesamt 3,6 Mrd. kWh erzeugt. Im April 2019 erhielten Toshiba und Kansai Electric Power einen Auftrag für Beratungsdienstleistungen, um die Betriebsführung und die Instandhaltung des Kraftwerks zu verbessern.

### Kraftwerk Southwest Luzon Power
Das Kraftwerk besteht gegenwärtig aus zwei Blöcken. Die folgende Tabelle gibt einen Überblick:
| Block | Max. Leistung (MW) | Betriebsbeginn | Turbine | Generator | Dampfkessel |
| ----- | ------------------ | -------------- | ------- | --------- | ----------- |
| 1     | 150                | August 2016    |         |           |             |
| 2     | 150                | August 2016    |         |           |             |

Der Übertragungsnetzbetreiber gibt als installierte Leistung der beiden Blöcke jeweils 150 MW an, wobei die verfügbare Leistung (dependable) mit jeweils 133,5 MW geringer ist. Das Kraftwerk nahm den kommerziellen Betrieb am 26. August 2016 auf. Im Jahr 2017 wurden ca. 1,7 Mrd. kWh erzeugt.

## Eigentümer
Das Kraftwerk SEM-Calaca Power wurde von der National Power Corporation (NPC) 1984 in Betrieb genommen. Es wurde im August 2009 von der staatlichen Power Sector Assets and Liabilities Management Corp. (PSALM) an DMCI-Holdings Inc. (DMCI HI) verkauft. Im November 2009 wurde die SEM-Calaca Power Corporation (SCPC) als Tochter der DMCI HI gegründet; alle vertraglichen Rechte bezüglich des Kraftwerks gingen von DMCI HI an SCPC über. Das Kraftwerk ist im Besitz der SCPC und wird auch von SCPC betrieben.
Das Kraftwerk Southwest Luzon Power wurde von der Southwest Luzon Power Generation Corporation (SLPGC) 2016 in Betrieb genommen. Es ist im Besitz der SLPGC und wird auch von SLPGC betrieben.
SCPC und SLPGC sind zu 100 % im Besitz der Semirara Mining and Power Corporation (SMPC); SMPC ist eine Tochtergesellschaft der DMCI HI.

## Sonstiges
Der Kaufpreis für das Kraftwerk SEM-Calaca Power betrug 361,7 Mio. USD. Die Kohle für den Kraftwerkskomplex wird von der Insel Semirara (Inselgruppe Caluya-Inseln) angeliefert.